# Jairo Arboleda
Jairo Oscar Arboleda (20 settembre 1947) è un ex calciatore colombiano, di ruolo centrocampista.

## Carriera

### Club
Ha sempre giocato nella massima serie colombiana vestendo per tutta la carriera la maglia del Deportivo Cali.

### Nazionale
Con la Nazionale colombiana ha preso parte alla Copa América 1975.